# Mokusatsu

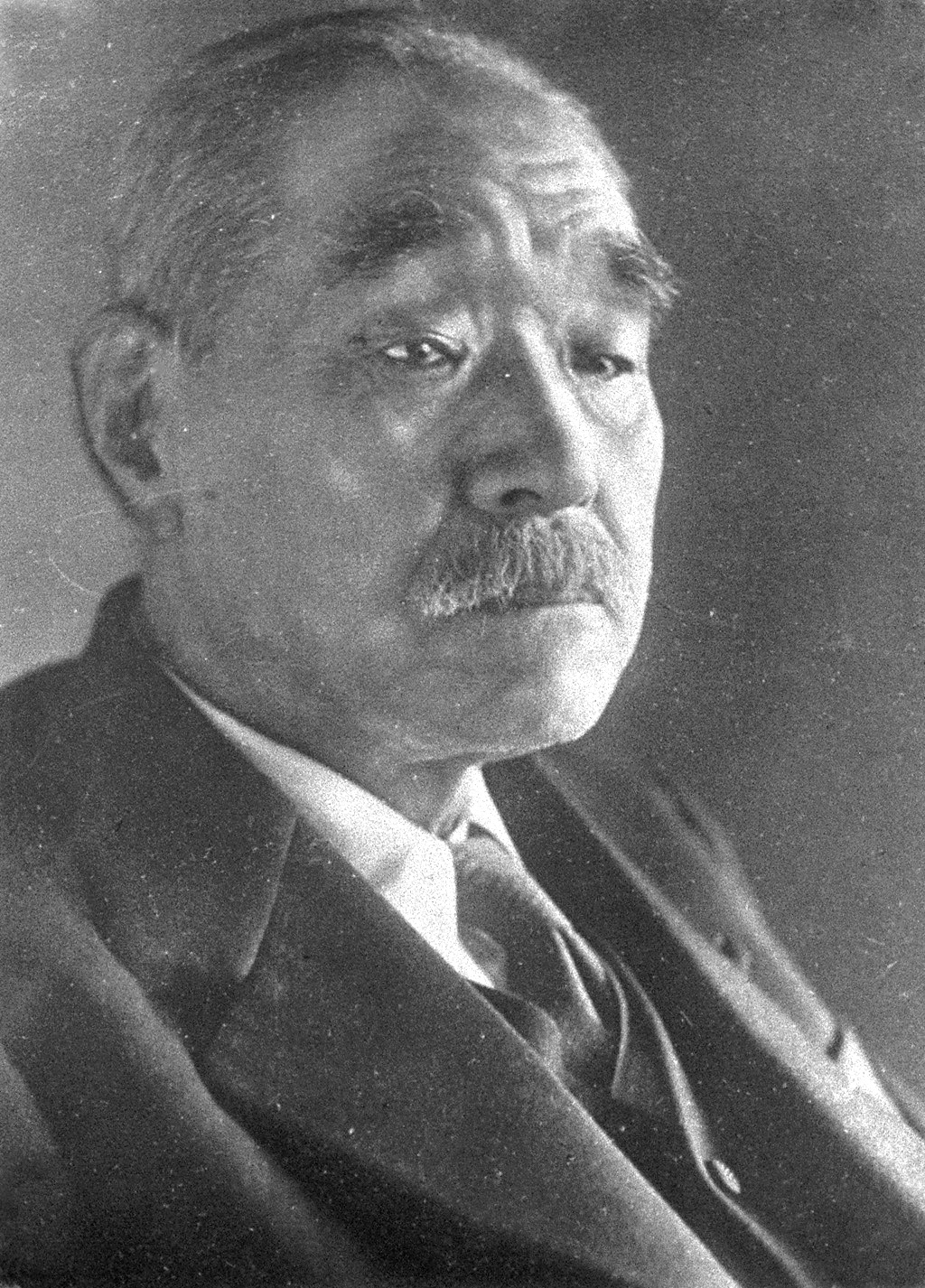
O primeiro-ministro Kantarō Suzuki usou o termo mokusatsu para não fazer caso da Declaração de Potsdam em 1945, durante a II Guerra Mundial.

Mokusatsu (黙殺) é um substantivo japonês que significa literalmente "matar" com "silêncio" e é usado como marcador verbal para significar "ignorar", "não tomar notícia de" ou "tratar com silencioso desprezo".  A palavra é composta por dois caracteres de kanji: 黙 (moku "silêncio") e 殺 (satsu "matar").

## Uso
Apesar de ser uma palavra de origem japonesa, Mokusatsu também possui significado no estudo histórico ocidental quando usado em conjunto com a Declaração de Potsdam.
O governo do Japão usou o termo como resposta às exigências dos Aliados na Declaração de Potsdam no que dizia respeito à rendição incondicional na II Guerra Mundial, o que levou o presidente americano Harry S. Truman à decisão de bombardear com armas atômicas as cidades de Hiroshima e Nagasaki.
A expressão Mokusatsu foi utilizada na edição matutina do jornal Asahi Shinbun em 28 de julho de 1945 para designar a atitude assumida pelo gabinete ministerial japonês em relação à Declaração de Potsdam. Esse jornal, assim como as outras publicações, foi rápido em anunciar que a Declaração fora rejeitada pelo Japão, após o ultimato (além da transmissão ao governo japonês pelos canais diplomáticos através de intermediários suíços) também foi transmitida pelo rádio e por panfletos jogados de aeronaves à população. No entanto, questiona-se se a imprensa japonesa possuía fontes confiáveis no governo ao informação da rejeição deste aos termos da Declaração. Mais tarde naquele dia, em uma coletiva de imprensa, a palavra foi novamente utilidade pelo primeiro-ministro Kantarō Suzuki para desconsiderar a Declaração de Potsdam como meras refeituras pelos Aliados de propostas anteriores já rejeitadas e, assim sendo, sem valor algum, que seriam "mortas" pelo silencioso desprezo (mokusatsu). De acordo com John Toland, a escolha de Suzuki pelo termo foi ditada mais pela necessidade de agradar ao militares, hostis à ideia de "rendição incondicional", do que sinalizar qualquer coisa aos Aliados. As palavras de Suzuki foram as seguintes:
Penso que a Declaração conjunta é virtualmente a mesma que a declaração anterior. O governo do Japão não a considera como possuidora de qualquer valor crucial. Nós simplesmente mokusatsu suru [a matamos com o silêncio]. A única alternativa para nós é estarmos determinados a continuar nossa luta até o fim.
Foi provavelmente Hasegawa Saiji, um tradutor a serviço da Dōmei Tsushin, a agência de notícias do governo imperial japonês, que traduziu assim as palavras de Suzuki: "Os japoneses ignoram isso, assim como estamos determinados a continuar nossa luta até o final", informação que a imprensa estrangeira captou, interpretando "ignorar" para significar "rejeitar". A expressão também pode significar deixar um assunto "morrer" pela rejeição em dar-lhe seguimento. As razões para a resposta "mokusatsu" podem ser interpretadas tanto como desprezo, como constrangimento, desconforto, ou simplesmente não se saber o que dizer em resposta. Na obra de Murakami Haruki, A Wild Sheep Chase, a palavra é empregada no sentido de pura desatenção ou indiferença: an advertising agency's employees simply "ignore" or discard anything, carnal or spiritual about a particular model, except for her startlingly distinctive ears.
A revista técnica da Agência de Segurança Nacional dos Estados Unidos possui um artigo sobre a palavra no qual os leitores são advertidos das consequências de se fazer claras as ambiguidades quando se traduz conteúdo de um idioma para o outro. E assim conclui:
Alguns anos atrás eu me lembro de ter ouvido uma declaração conhecida como "Lei de Murphy" que diz -  "se algo pode ser mal-entendido, assim o será." Mokusatsu fornece prova adequada a essa declaração. Afinal, se Kantarō Suzuki tivesse dito algo específico como "Eu farei uma declaração após a reunião do gabinete", ou "Nós ainda não chegamos a uma decisão", ele poderia ter evitado o problema de como traduzir a palavra ambígua mokusatsu possui duas horríveis consequências de sua tradução pouco auspiciosa: as bombas atômicas e este ensaio.
Embora mokusatsu possa não ter sido pretendido como forma de comunicar aos Aliados uma recusa à rendição, não obstante o ultimato da Declaração de Potsdam permitia apenas uma resposta aceitável: rendição incondicional, assim como qualquer outra resposta causaria, de acordo com os termos da Declaração, "imediata e absoluta destruição". Foi apenas após a destruição de Hiroshima e Nagasaki por bombas atômicas, duas tentativas de assassinato do primeiro ministro Kantarō Suzuki, uma tentativa de golpe de Estado contra o imperador (o incidente de Kyūjō), e uma declaração de guerra por parte da União Soviética que o próprio imperador aceitou os termos da Declaração de Potsdam através de um discurso pré-gravado em radiodifusão, i.e., rendição incondicional, encerrando a Guerra do Pacífico.